# Силицид гексабора
Силицид гексабора — неорганическое соединение бора и кремния с формулой B6Si, чёрные кристаллы, не растворяется в воде.

## Получение
- Действие бора и кремния при нагревании:

{\displaystyle {\mathsf {6B+Si\ {\xrightarrow {1850^{o}C}}\ B_{6}Si}}}

## Физические свойства
Силицид гексабора образует чёрные кристаллы
ромбической сингонии,
пространственная группа P nnm,
параметры ячейки a = 1,43920 нм, b = 1,82673 нм, c = 0,98852 нм.
Соединение образуется по перитектической реакции при температуре 1850 °C.
Не растворяется в воде.

## Применение
- Применяется в качестве термостойких и огнеупорных материалов.